# Publiekssterrenwacht Hellendoorn

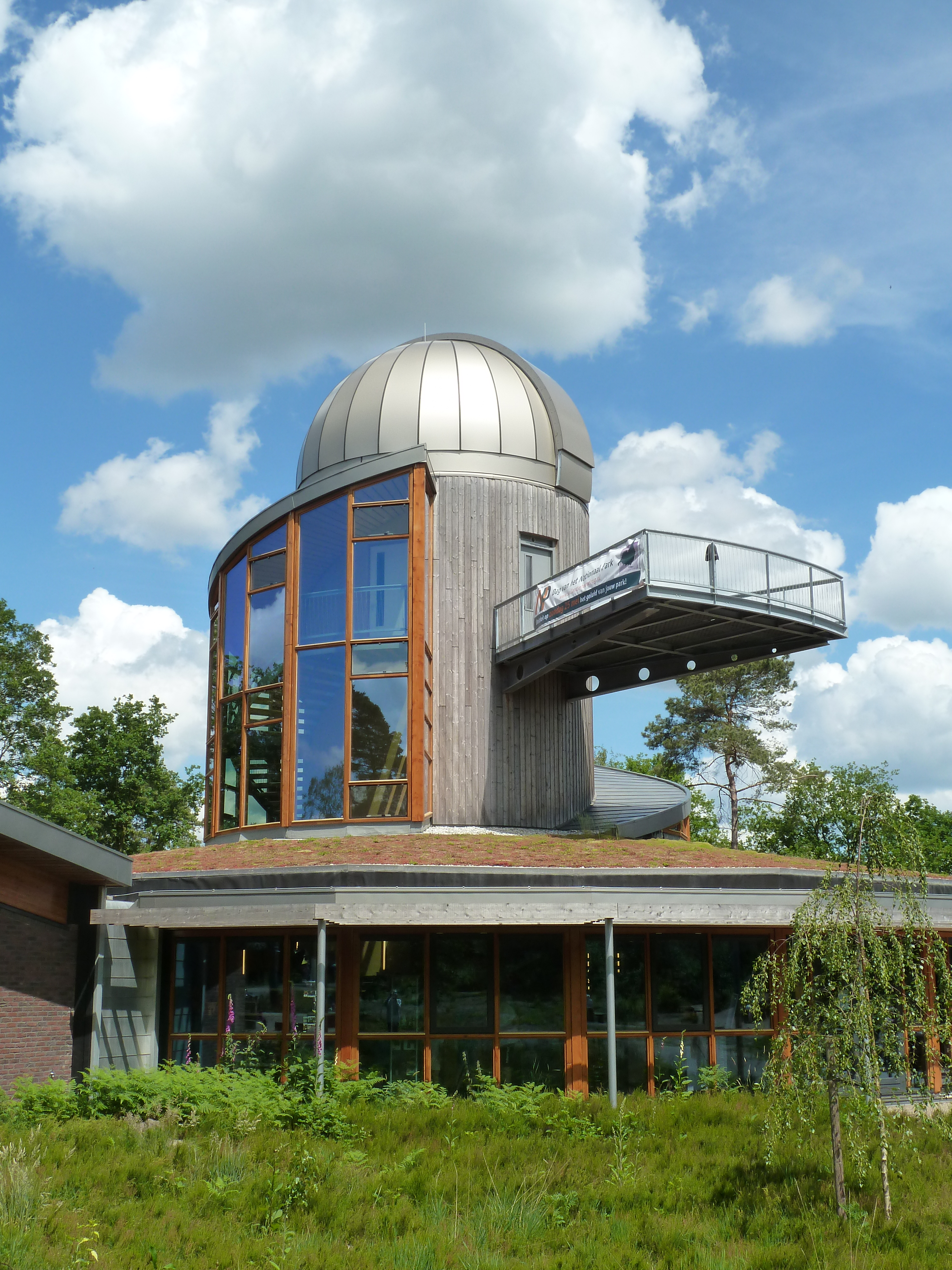
Het "Buitencentrum Sallandse Heuvelrug" van Staatsbosbeheer met boven op de koepel van de sterrenwacht en observatieplatform.

Publiekssterrenwacht Hellendoorn is een sterrenwacht gelegen op de Sallandse Heuvelrug aan de westzijde van het dorp Nijverdal,  gemeente Hellendoorn in de Nederlandse provincie Overijssel.

## Locatie
Voorheen was de sterrenwacht gevestigd in de Hellendoornse molen De Wippe.
Per 19 april 2013 is deze gevestigd in het Buitencentrum Sallandse Heuvelrug van Staatsbosbeheer, aan de rand van een natuurgebied. Op deze locatie is nog relatief weinig lichtvervuiling.

## Voorzieningen
Boven op het gebouw staat een koepel met daarin een aantal telescopen.
- Spiegeltelescoop:  Spiegel 406 mm, brandpuntafstand ruim 4 meter.
- 130 mm deepsky-telescoop.
- Zonnetelescoop.

Aan de zuidkant van de koepel is een observatieplatform gebouwd, waar vanaf met het blote oog of met "binoviewers" – sterke verrekijkers – astronomische waarnemingen kunnen worden gedaan.
In het gebouw is verder aanwezig een planetarium waar ook films kunnen worden vertoond en lezingen gehouden. Ook worden er cursussen gegeven.

## Organisatie en doelstelling
In 2002 is de "Stichting Publiekssterrenwacht Hellendoorn" opgericht. Deze wordt draaiende gehouden door vrijwilligers en financieel mogelijk gemaakt door donateurs. Laagdrempelig wil de sterrenwacht de amateur-astronomie populariseren.